# Волдыревка
Волдыревка — деревня в Высоковском сельском поселении Рязанского района Рязанской области России.

## Расположение
Расположена у трассы Р132 в 22 км на юго-запад от Рязани.

## Население
| 2010 |
| ---- |
| 5    |